# Bukkake

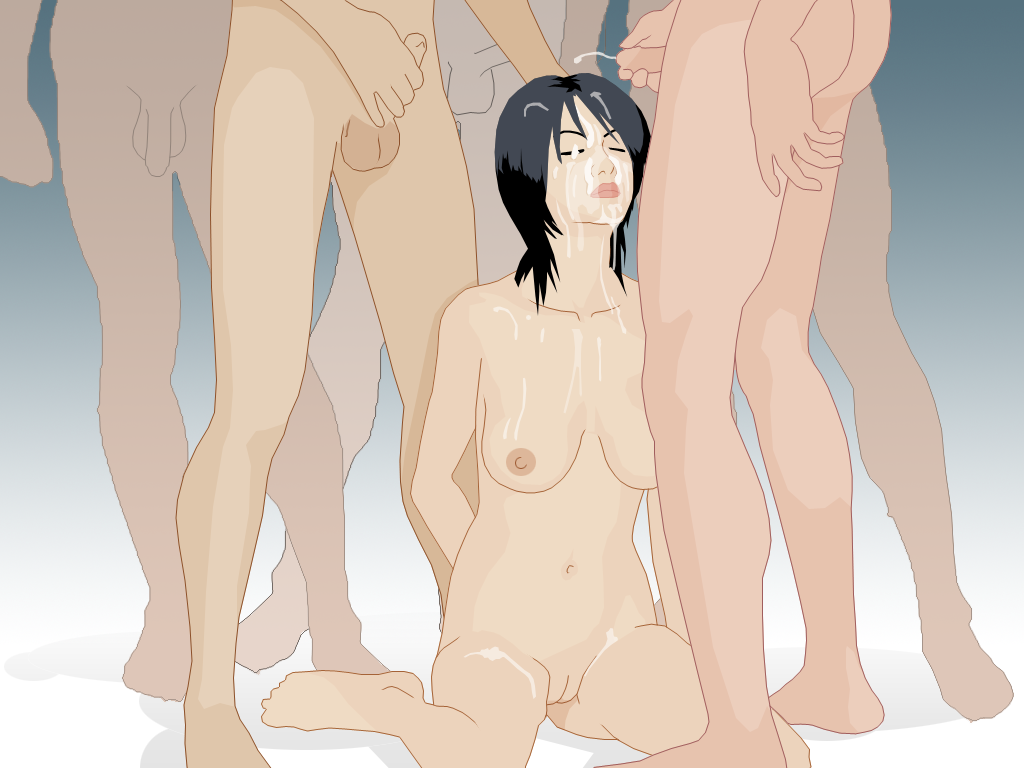
Bukkake, waarbij meerdere mannen ejaculeren op een vrouw

Bukkake (Japans: ぶっかけ, plons, of douche, uitspraak: boekakkee) is een seksuele handeling waarbij meerdere mannen op het gezicht van een geknield persoon ejaculeren.
De praktijk is waarschijnlijk voortgekomen uit Japanse pornografische films. In Japan is het verboden om seksuele penetratie in beeld te brengen. Als alternatief hiervoor is deze 'douche' gekomen. In de Japanse pornografie wordt bukkake gewoonlijk afgebeeld als handeling van erotische vernedering, terwijl de westerse pornografie neigt om het als plezierige handeling af te beelden.

## Etymologie
Bukkake is de basisvorm van een Japans werkwoord, maar los betekent het "bespatten". Wanneer de term bukkake in Japan wordt gebruikt, verwijst het gewoonlijk naar een methode om noedels te bereiden, zoals in het gerecht bukkake udon (ぶっかけうどん) en niet naar de seksuele handeling.

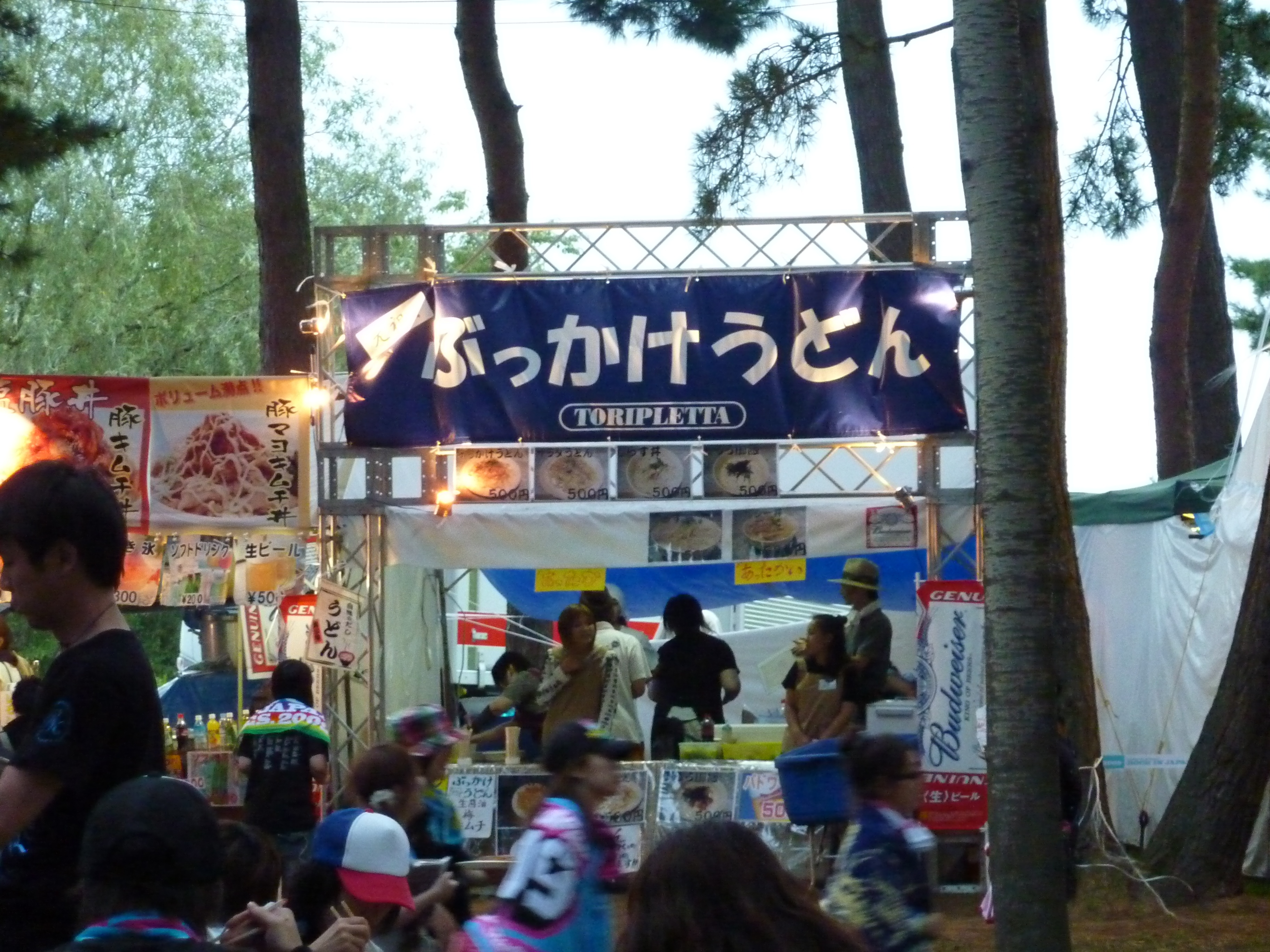
In de Japanse taal heeft het woord bukkake veelal een niet-seksuele betekenis, zoals bijvoorbeeld bij dit kraampje waar geadverteerd wordt voor bukkake udon noedels.